# 3441 Pochaina
3441 Pochaina eller 1969 TS1 är en asteroid i huvudbältet som upptäcktes den 8 oktober 1969 av den ryska astronomen Ljudmila Tjernych vid Krims astrofysiska observatorium på Krim. Den har fått sitt namn efter floden Pochaina, ett biflöde till floden Dnepr.
Asteroiden har en diameter på ungefär 18 kilometer och den tillhör asteroidgruppen Themis.